# Electrosonic Festival
Electrosonic Festival fue un festival de música, arte y pensamiento electrónico que se celebró en Burgos (España). Tuvo cinco ediciones, desde 2005 a 2009.
En sus cinco ediciones, el festival llegó a alcanzar los 25000 asistentes. Organizado por las productoras Phrenetic Society y Orosco Producciones ambas dedicadas a la organización de eventos y contratación de artistas.
Jesús Conde fue el director del festival durante los 5 años y Cristian Varela el director artístico.
El festival abarca todos los estilos de música electrónica desde el techno hasta el house pasando por el electro y el minimal.
En el año 2010 se traslada a la ciudad de Benidorm bajo el nombre de Electrobeach. Este movimiento es debido a la ruptura con el ayuntamiento de Burgos causado por quejas de los Cartujos de Miraflores tachando al festival de música infernal.

## Programación del festival
- Electrosonic Media (Programación diurna)

Compone la parte más educativa y a la vez más experimental del festival. Se desarrolla en los lugares con más atractivo turístico e histórico de la ciudad, para mostrar la belleza de la misma a todos sus asistentes.
Los talleres de Electrosonic Media en su última edición se han organizado tanto en la Casa de la Mujer de Burgos como en el Centro de Arte Caja de Burgos (CAB) situándose ambos edificios en las proximidades de la iglesia gótica de San Esteban. Su ubicación en la zona alta del centro histórico de ciudad aproxima al asistente de los talleres a un atractivo recorrido cultural, que partiendo de la Catedral de Burgos permite visitar la iglesia de San Nicolás, el interesante museo del Retablo y el conjunto recientemente rehabilitado de la fortaleza del Castillo de Burgos.
- Electrosonic Festival (Programación nocturna)

Ubicado en el frondoso paisaje de Fuentes Blancas, es el único festival que se desarrolla en un parque natural.
Miles de personas de todas las edades y procedentes de toda la geografía nacional y europea se dan cita en la capital Burgalesa para disfrutar de las diferentes vertientes de la música y la cultura digital.
Sin lugar a duda Electrosonic Festival es un evento ineludible para los amantes de música electrónica, el techno, el house, el electro y el minimal y por ello sus fechas se reservan con antelación en las agendas de los seguidores de estos estilos musicales.

## Pensamiento electrónico
El arte, la fotografía, el cine alternativo, el videoarte, netart, el diseño gráfico, la tecnología y la música electrónica se funden en un solo pensamiento cultural totalmente necesario en nuestro país, no solo por la gran demanda de la juventud y parte de la sociedad, sino por una gran necesidad de promoción de nuestros más preciados talentos que actualmente están triunfando en todo el mundo, sumándose a la colaboración de los artistas más prestigiosos del planeta, para dar cabida a un evento enfocado totalmente al arte, la cultura y el ocio. Esta es la esencia y el fundamento de pensamiento de Electrosonic Festival.
Además se pretende que Electrosonic Festival desempeñe un importante papel como punto de encuentro internacional del arte digital y de la industria, desde sellos discográficos a festivales, managers, comisarios o distribuidoras, todo ello con Burgos como telón de fondo.

## Artistas que han pasado por Electrosonic Festival

### Primera edición
Edición 2005, 25 de junio Cerro de San Miguel
| Derrick May – Marco Carola – Cristian Varela – Pepo – Bando – Leandro Gámez – Chema Nox – dj super montxopontxo – La Excepción – Rap’sus Klei & Hazhe – Carpe DM Army – Chinatown – Jewel con S. Delgado y Dj Inerzia – El Antídoto – Voz Armada – Señor Rojo – Cycle – Dj Xol – MK Milk – System-A-Tik MC’s – Rank 1 – Dj Nano – Julius MC – JC Genius – Pg2 – Pablo Rey & Americano – Mub Dj – Dj Dark – Julio Marina – Álvaro Espinosa – Gustavo Robles – Karmakoma – D.Djs (Dalida & Dynamite) – Renny X-treme – Pure Hemp – Peke – Josele – Terry – Rob Loren – Image In – Caen – Philippe |

### Segunda edición
Edición 2006, 1 y 2 de septiembre Playa Fuente del Prior (Fuentes Blancas)
| Fischerspooner – Carl Cox – Vitàlic – Phil Hartnol (Orbital) – Karl Bartos (Kraftwerk) – John Acquaviva – Marco Carola – Felix Da Housecat – Ben Sims – Codec & Flexor – Marco Bailey – Cristian Varela – Ángel Molina – Óscar Mulero – Pepo – Bando – Glamour to Kill – Lethargy – Rich & Cool – Ratio – Joton – Demian – Chema Nox – David González – Montxo – V-Obsession – Gustavo Robles – Ismael del Val – Roberto Urquijo – Dr. Rubí – Sampleking – José Aguilera – Dave Zee – Antonio Espinosa – Jaime Ocaña – César del Río – Elesbaan – Hugoland – Sacha – Abel Ramos – Raúl Martín – Charles Bronson – Josele – David Fernández – Lolo González – Javier Blend – Fredy – Jorge Ruiz – Sergio Castilla – Tektun TV |

### Tercera edición
Edición 2007, 24 y 25 de agosto Jardines de Ruderales (Fuentes Blancas)
| Jeff Mills – Mala Rodríguez – Vitàlic – Tiga – Asian Dub Foundation Sound System – François K. – Ellen Allien – Cristian Varela vs. Marco Bailey – Frequency 7 (Ben Sims & Surgeon) – Óscar Mulero – Northern Lite – The Penelopes – Pet Duo – Pepo – Bando – Oxia – Teenage Bad Girl – Dominik Eulberg – Mendetz – Dorian – Aril Brikha – Delorean – David Carretta – David González – Joris Voorn – Kiki – Olivier Giacomotto vs. Damon Jee – Dj Link – Darío Núñez – Triángulo Amor Bizarro – Nocte – Chema Nox – Fernando Daxta – Joton – Demian – Nitsuga Kielmansegge- Ismael del Val – Gustavo Robles – Dan Axel – Jim Tronic – Pedro Almeida – Sergy Casttle – Tony Robert – Dj Stay – Bernardo Hangar – Cover (HD Substance & David Cano) – Demian – Eugenio Bonilla – Fernando Daxta – Gato Idiota – Lolo González – Mub – Pablo Casanova vs. Carlos Press – Pure Hemp – Renny Durante |

### Cuarta edición
Edición 2008, 22 y 23 de agosto Jardines de Ruderales (Fuentes Blancas)
| Carl Cox – Dave Clarke – Richie Hawtin – Julián Danzatoria (Iuliano Mambo) - Dj Hell – Luciano – Rinôçérôse- Troy Pierce – Alexander Kowalski – Cristian Varela – Dj Murphy – Ben Sims – Dj Rush – Pet Duo – Oscar Mulero – Pepo – M.A.N.D.Y. – Dominik Eulberg – Heartthrob – Ricard Bartz – Dj T – Audiofly – Le Chic – Undo-Vicknoise – Birdy Nam Nam – Tadeo vs. Damian Schawartz – Delorean – Bando – Jon Rundell – Jaumëtic – Reeko – Sergy Casttle – Chema Nox – - Ismael del Val – Fernando Daxta – David González – Fátima Hajji – Gustavo Robles – Lolo González – Javier Gómez – Dj Stay - |

### Quinta edición
Edición 2009, 21 y 22 de agosto Jardines de Ruderales (Fuentes Blancas)